# Jan Telec
Jan Telec (ur. 23 października 1927 w Niekłaniu, zm. 2 stycznia 2003 w Gorzowie Wielkopolskim) – polski działacz partyjny i państwowy, ekonomista, od 1969 do 1973 przewodniczący Prezydium Miejskiej Rady Narodowej w Gorzowie Wielkopolskim.

## Życiorys
Urodził się 23 października 1927 r. w Niekłaniu na Kielecczyźnie w rodzinie robotniczej. W lutym 1946 r. jako mechanik skierowany do pracy w Żarach, Od 1 stycznia 1951 r. w aparacie partyjnym, zdobył w międzyczasie dyplom magistra ekonomii na WSNS przy KC PZPR. Od 1 lutego 1961 r. przez 6 lat był I sekretarzem KMiP PZPR w Gorzowie, a następnie w październiku 1967 awansował na kierownika wydziału w KW PZPR w Zielonej Górze. 8 marca 1969 został wybrany Przewodniczącym Prezydium Miejskiej Rady Narodowej. Po wyborach w dniu 1 czerwca 1969 – ponownie powołany na tę funkcję. W wyniku ustawy z 22 listopada 1973 o zmianie ustawy o radach narodowych, od wyborów w dniu 9 grudnia 1973 r. przez 9 dni pełnił obowiązki prezydenta Gorzowa. Po odejściu z Urzędu Miejskiego przez pół roku był dyrektorem oddziału PKO, a w 1974 r. był dyrektorem Przedsiębiorstwa Mechanizacji Produkcji Zwierzęcej „Meprozet” w Gorzowie, później przez 2 lata pracował w Wojewódzkim Związku Spółek Wodnych. Po przejściu na emeryturę pracował jeszcze na pół etatu w Wydziale Geodezji UW, następnie w Obronie Cywilnej. Zmarł 2 stycznia 2003 w Gorzowie Wielkopolskim.
Został pochowany na  cmentarzu komunalnym przy ulicy Żwirowej (27A/1/19). 